# 可米国际影视
可米傳媒事業有限公司（簡稱可米傳媒），台灣著名影視製作與經紀公司集團，執行長為馮家瑞，旗下目前有四家主要子公司。與八大電視、民視、東森電視、優酷、芒果tv等媒體公司有戲劇拍攝合作關係。

## 組織發展
- 「可米」為COMIC「漫畫」、「喜劇」之音譯，以改編日本暢銷漫畫作為戲劇基底，劇情融入本土文化特色，並以亞洲觀眾、全球華人為主要收視對象，是可米製作的創業宗旨。
- 2001年6月28日，馮家瑞與柴智屏共同創立「可米瑞智文化傳播事業有限公司」(「可米瑞智」)，馮家瑞擔任其負責人。同年與柴智屏及當時新生代導演蔡岳勳聯手製作《流星花園》，該劇開啟台灣影視圈的偶像劇熱潮，並且成為台灣連續劇銷售海外的先鋒，更捧紅了人氣偶像組合F4。後來馮家瑞與柴智屏分家，馮家瑞自立門戶創立了「可米國際影視事業股份有限公司」(「可米製作」)。
- 2015年正式對中国大陆开拓分公司。

### 子公司
- 可米可樂影視娛樂有限公司
- 可米可愛後期製作有限公司
- 可米傳播事業有限公司（Comic Communication Co. ,Ltd）
- 可胖可瘦編劇小組

## 旗下藝人

### 台灣

#### 組合
- A'N'D
  - 安娜
  - 芮娜

### 中國大陆

#### 男歌手
- 个人
  - 熊梓淇
  - 刘也

#### 組合
- KOGIRLS
  - 詩敏 · 鍾羽 · 堯珂 · Lucia · 丞丞
- Hao Girls
  - 堯珂 · Lucia · 王晴 · 丞丞 ·

## 出品戲劇

### 偶像劇
| 序號 | 戲劇名稱           | 播出 年份 | 製作公司/監製出品                                                                                   | 主要演員 | 製作人                     | 監製 | 導演                                                 | 編審                               | 編劇                                                          | 原著 及 作者                  |
| 1    | 薔薇之戀           | 2003      | 可米製作股份有限公司 台灣電視公司 製作                                                              | 陳嘉樺、黃志瑋、鄭元暢、陸明君﹑任家萱﹑田馥甄 | 馮家瑞 王信貴 齊錫麟       | | 瞿友寧                                               |                                    | 齊錫麟 徐玉樺 鄒湘秦 陳文桂 宋欣穎                            | 《薔薇之戀》 吉村明美         |
| 2    | 我的寵物老公       | 2004      | 可米製作股份有限公司 東森華榮傳播事業有限公司 製作                                                  | 黃志瑋、李喜真、陸明君、曾國城 | 齊錫麟 王信貴              | 馬慧睿 陳慧瑛                                                                                                   | 但以理吳 廖斐鴻(外景)                                |                                    | 齊錫麟                                                        |                               |
| 3    | 安室愛美惠         | 2004      | 可米製作股份有限公司 東風製作衛星股份有限公司 監製                                                  | 陶晶瑩、謝祖武、鄭元暢 | 馮家瑞 王信贵 丁逸筠       | | 馮家瑞                                               |                                    | 龔敏惠                                                        |                               |
| 4    | 惡作劇之吻         | 2005      | 可米製作股份有限公司 八大電視股份有限公司 監製                                                      | 林依晨、鄭元暢、汪東城 | 馮家瑞 王信貴 齊錫麟       | 陳芷涵 | 瞿友寧                                               | 陳駿瑩 王臨琍                      | 齊錫麟 徐玉樺 鄒湘秦                                          | 《淘氣小親親》 多田薰         |
| 5    | 終極一班           | 2005      | 可米國際影視事業股份 八大電視股份有限公司 監製                                                      | 汪東城、炎亞綸、辰亦儒、唐禹哲 | 王信貴 劉 行               | 陳芷涵 | 廖斐鸿                                               | 丁玉華 黄家新                      | 齊錫麟 藍今翎                                                 |                               |
| 6    | 東方茱麗葉         | 2006      | 可米製作股份有限公司 八大電視股份有限公司 監製                                                      | 吳尊、林依晨、張睿家、五熊 | 馮家瑞 齊錫麟 王信貴       | 陳芷涵 | 王明台 張玉玫(後製)                                  | 陳駿瑩 林心茹 蔡佳穎               | 齊錫麟                                                        | 《東京茱麗葉》 北川美幸       |
| 7    | 花樣少年少女       | 2006      | 可米製作股份有限公司                                                                                | 吳尊、陳嘉樺、汪東城、唐禹哲 | 馮家瑞 王信貴 齊錫麟       | 陳芷涵 | 鈕承澤(總) 王明台                                    | 王冠                               |                                                               | 《偷偷愛著你》 中条比紗也     |
| 8    | 熱情仲夏           | 2007      | 可米製作股份有限公司 製作 八大電視股份有限公司 監製                                                 | 鄭元暢、五熊、阮經天 | 馮家瑞 王信貴 齊錫麟       | 陳芷涵 | 張玉玫(後) 王明台 張佳賢                             | 丁玉華 陳碧真                      | 齊錫麟(總監) 龔敏惠 鄒湘秦 徐玉樺                             | 《美好的夏天》 谷地惠美子     |
| 9    | 終極一家           | 2007      | 可米國際影視事業股份有限公司                                                                        | 汪東城、炎亞綸、辰亦儒 、寒、唐禹哲、東城衛．脩 、那維勳 | 王信貴 王傳仁              | 陳芷涵 馮家瑞                                                                                                   | 張玉玫(後) 林清芳(外) 廖斐鴻(外) 劉 行(外)           | 陳駿瑩 陳碧真                      | 齊錫麟(總監) 呂蒔媛 鄧莉芬 林欣慧 劉睿瑄 黄徽容               |                               |
| 10   | 惡作劇2吻          | 2007      | 可米國際影視事業股份有限公司 製作 氧氣電影有限公司 製作                                             | 林依晨、鄭元暢、汪東城 | 馮家瑞 王信貴              | 陳芷涵 | 瞿友寧                                               | 陳駿瑩 蔡佳穎                      | 齊錫麟(統籌) 瞿友寧(統籌) 林純華(統籌)                        | 《淘氣小親親》 多田薰         |
| 11   | 公主小妹           | 2007      | 可米製作股份有限公司 製作 中國電視公司 監製                                                         | 張韶涵、吳尊、辰亦儒 | 馮家瑞 王信貴 黃萬伯       | 陳芷涵 | 林合隆                                               | 齊錫麟 徐玉樺 呂蒔媛 林欣慧 劉蕊瑄 | 王廷羽 辛舒蓓                                                 | 《ろまんす五段活用》 藤田和子 |
| 12   | 翻滾吧！蛋炒飯     | 2008      | 可米國際影視事業股份有限公司 製作 八大電視股份有限公司 監製                                         | 汪東城、卓文萱、唐禹哲、小薰 | 王信貴 黃萬伯              | 陳芷涵 馮家瑞                                                                                                   | 王明台                                               | 丁玉華 林詩宜                      | 齊麟本子工作室(統籌) 林欣慧 簡奇峰 呂蒔媛 劉蕊萱              |                               |
| 13   | 籃球火             | 2008      | 可米國際影視 製作 八大電視股份有限公司 監製 中國電視公司 監製                                       | 言承旭、羅志祥、吳尊 | 馮家瑞 王信貴 王傳仁       | 陳浩（中視節目部經理） 陳芷涵（八大電視企劃部經理） 馮家瑞（可米國際影視執行長）                                | 林合隆                                               | 張庭翡 王臨俐                      | 簡奇峰 龔敏惠 鄒湘琴 劉蕊瑄 黃莉雯 孫詩帆                     |                               |
| 14   | 桃花小妹           | 2009      | 可米國際影視事業股份有限公司 製作 氧氣電影有限公司 製作                                             | 王心凌、汪東城、朱孝天 | 王信貴                     | 彭澤惠 方可人                                                                                                   | 瞿友寧                                               | 蔡姵纓 張庭翡 辛舒蓓               | 簡奇峰 林純華 林欣慧 陳依孝 劉蕊萱 周素瑩                     | 《桃花小妹》 藤田和子         |
| 15   | 愛就宅一起         | 2009      | 可米國際影視 監製 八大電視股份有限公司 監製 中國電視公司 監製                                       | 汪東城、楊丞琳、胡宇威 | 王信貴 黃萬伯              | 吳毓慶（中視節目部經理） 方可人（八大電視企劃部經理） 陳芷涵（八大電視企劃部經理） 馮家瑞（可米國際影視執行長） | 林子平                                               | 張庭翡 陳駿瑩 辛舒蓓               | 林欣慧 簡奇峯                                                 |                               |
| 16   | 終極三國           | 2009      | 大力製作事業有限公司 製作 可米大伯制作有限公司 製作 民間全民電視公司 監製 八大電視股份有限公司 監製 | 胡宇崴、博焱、班傑、邵翔、SpeXial-宏正、陳德修、曾沛慈、任容萱、五熊、坤達 | 陳東漢 陳慧瑛 黃萬伯       | 潘静如 黄家新 冯家瑞                                                                                            | 柯欽政 陳東漢 吳建新 張映綸(後)                      | 丁玉華 王臨俐                      | 陳東漢(統籌) 藍令翎 呂蒔媛 邵慧婷 汪秀賢 禹元元 李婕瑀 許佩琪 |                               |
| 17   | 萌學園之萌騎士傳奇 | 2010      | 可米國際影視事業股份有限公司 製作 東森電視 製作                                                     | 五熊、寒、利昂霖、博焱 |                            | 鄭明樁 | 劉祥廷 王雅麗                                        | 陳幸梓 田婉玲                      | 邵慧婷                                                        |                               |
| 18   | 萌學園2聖戰再起    | 2010      | 可米國際影視事業股份有限公司 製作 東森電視 製作                                                     | 五熊、寒、利昂霖、博焱 | 劉祥廷 王雅麗              | 江昱騰 馮家瑞                                                                                                   | 鄭德華 陳明義                                        | 呂繡妃                             | 邵慧婷                                                        |                               |
| 19   | 愛似百匯           | 2010      | 可米製作股份有限公司                                                                                | 喻虹淵、辰亦儒、炎亞綸、文雨非 | 王傳仁 黃萬伯              | 杜榮峰 方可人 馮家瑞                                                                                            | 吳建新                                               | 楊舒涵                             | 可胖可瘦編劇小組                                              | 《愛似百匯》 七路眺           |
| 20   | 陽光天使           | 2011      | 可米製作股份有限公司 八大電視股份有限公司 上海曜新穎影視文化傳播有限公司                            | 吳尊、楊丞琳、汪東城、辰亦儒、炎亞綸 | 黃萬伯 馬瀛                | 劉麗惠（台視副總） 方可人                                                                                       |                                                      |                                    |                                                               | 《開朗少女成功記》 李熙明     |
| 21   | 旋風管家           | 2011      | 八大電視股份有限公司 製作 民視電視股份有限公司 製作                                                 | 朴信惠、胡宇威、李毓芬 |                            | |                                                      |                                    |                                                               | 《旋風管家》 畑健二郎         |
| 22   | 華麗的挑戰         | 2011      | 八大電視台 製作 可米國際影視事業股份有限公司 製作 紅豆製作有限公司 製作 民視電視股份有限公司 製作   | 陳意涵、始源、東海 (藝人)、白歆惠 |                            | |                                                      |                                    |                                                               | 《華麗的挑戰》 仲村佳樹       |
| 23   | 萌學園3魔法號令    | 2011      | 可樂影視娛樂有限公司 製作 東森電視事業股份有限公司 監製                                             | 五熊、寒、利昂霖、博焱、文雨非 | 劉祥廷 王雅麗              | 陳幸梓 馮家瑞                                                                                                   | 陳明義                                               |                                    | 邵慧婷                                                        |                               |
| 24   | 絕對達令           | 2012      | 可米國際影視事業股份有限公司 聲色工場                                                               | 汪東城、具惠善、坤達、寒、那維勳 | 齊錫麟 廖健行 文 嘉 鄭美利 | 方可人 | 劉俊                                                 | 楊以萍                             | 龔敏惠(统筹) 禹元元 周素瑩 蔡秋儀 潘光中                      | 《對達令》 渡瀨悠宇           |
| 25   | 終極一班2          | 2012      | 可米國際影視事業股份有限公司 製作 可米可愛後期製作有限公司 後期製作 八大電視股份有限公司 監製       | 汪東城、曾沛慈、SpeXial-子閎、SpeXial-明、文雨非、黃仁德、那維勳 | 劉 行                      | 方可人 朱向陽                                                                                                   | 柯政銘（前） 林清芳 張映綸（後）                     | 丁玉華                             | 龚敏慧（統籌） 蔡秋儀 禹元元                                  |                               |
| 26   | 幸福蒲公英         | 2013      | 可米可貴娛樂事業有限公司 製作 可米可愛後期製作有限公司 壹電視 製作著作                              | 曾愷玹、唐禹哲﹑邵翔、賴琳恩﹑陳乃榮 | 王信貴 丁逸筠              | | 林宏傑 張映綸(後製)                                  |                                    | 林少枝                                                        |                               |
| 27   | 原來是美男         | 2013      | SPO Entertainment 可米可貴娛樂事業有限公司 大方影像製作股份有限公司 有所本創作有限公司 協力製作     | 汪東城、程予希、黃仁德、蔡旻佑 | 王信貴 王傳仁 丁逸筠       | 賴聰筆 馮家瑞                                                                                                   | 吳建新 張映綸(後製)                                  |                                    | 黃雅勤 陳漢璿 王宥蓁                                          | 《原來是美男》 洪貞恩、洪美蘭 |
| 28   | 終極一班3          | 2013      | 可米國際影視事業股份有限公司 可米可愛後期製作有限公司 八大電視股份有限公司 監製                     | 汪東城、曾沛慈、SpeXial-子閎、SpeXial-明、SpeXial-宏正、SpeXial-偉晉、文雨非、黃安瑜、邵崇柏、寒、脩、張皓明、那維勳                                                                       | 劉行 羅卓建勝              | 方可人 朱向陽                                                                                                   | 林清芳 張映綸                                        | 丁玉華                             | 龔敏惠(統籌) 鄒湘秦 邵慧婷 楊宜樺 何素芬                      |                               |
| 29   | 流氓蛋糕店         | 2014      | 可米國際影視事業股份有限公司 華策影視 八大電視股份有限公司 監製                                     | 藍正龍、長澤雅美、馬如龍 | 施文嘉 木藤奈保子          | 賴聰筆(總) 方可人                                                                                               | 馮家端(總) 北村豐晴 林君陽 洪天祥(武術) 張映綸(後製) | 王筠秀                             | 齊錫麟(統籌﹑編劇) 陳慧如                                     | 《流氓蛋糕店》 窪之內英策     |
| 30   | GTO TAIWAN         | 2014      | 関西テレビ放送株式会社 MMJ 可米國際影視事業股份有限公司 八大電視股份有限公司                        | AKIRA﹑城田優﹑山本裕典﹑卓文萱﹑趙樹海﹑宏正﹑偉晉﹑程予希﹑寒 | 木藤奈保子 施文嘉 關文璞   | 馮家端 |                                                      |                                    | 深澤正樹 山岡潤平                                             |                               |
| 31   | 終極X宿舍          | 2014      | 可米傳媒事業有限公司 可米可貴事業娛樂有限公司 八大電視股份有限公司 監製 中視                        | 藍心湄、SpeXial-宏正、寒、SpeXial-明、SpeXial-偉晉、王詩安、陳博正、黃小柔、蔡昌憲、阿喜、脩、那維勳                                                                                       | 王信貴 丁逸均              | 方可人 | 鄭德華 張映綸(後製)                                  | 丁玉華 徐懿                        | 齊鍚麟(統籌) 可貴編劇團隊                                     |                               |
| 32   | 終極惡女           | 2014      | 可米傳媒事業有限公司 八大電視股份有限公司 監製                                                      | SpeXial-晨翔、SpeXial-Teddy、文雨非、A'N'D-宇宙、A'N'D-雨婷、A'N'D-Lucia、A'N'D-Sunnee、A'N'D-艾莉兒、SpeXial-宏正、SpeXial-偉晉、陳德修、龔繼安、黃少谷、邵崇柏、那維勳、秦楊﹑程予希     | 龔敏惠 關文璞              | 方可人 | 柯政銘 翁靖廷                                        | 童瀚萱                             | 龔敏惠(統籌) 鄒湘秦 蔡秋儀 楊宜樺 柯博晟                      |                               |
| 33   | 明若曉溪           | 2015      | 可米傳媒事業有限公司 華策影視 八大電視股份有限公司 監製                                             | 曾沛慈﹑SpeXial-子閎﹑SpeXial-Evan﹑徐開騁﹑曹曦月﹑五熊 | 林柏川 馮家瑞 趙依芳       | 方可人 | 吳建新                                               | 丁玉華                             | 華策劇本原創中心 可米創文中心                                 | 《明若曉溪》 明曉溪           |
| 34   | 終極一班4          | 2016      | 可米傳媒事業有限公司 八大電視股份有限公司 監製 優酷 土豆                                            | 曾沛慈、SpeXial-執、SpeXial-宏正、SpeXial-偉晉、文雨非、何海東、蔣蕊澤﹑那維勳﹑秦楊﹑張皓明﹑王軼玲﹑陳德脩﹑邵崇柏                                                                       | 黃萬伯 王奇嫵 茹韶華       | 賴筆聰(總) 朱向陽(總) 陽欣諭 袁玉梅                                                                             | 吳建新 李陽煦(特效) 張映綸(後製)                     | 李佳音 丁卓韜 龔方圓               | 龔敏惠(統籌) 鄒湘秦 邵慧婷                                    |                               |
| 35   | 終極一班5          | 2018      | 可米傳媒事業有限公司 八大電視股份有限公司 監製 優酷 土豆                                            | SpeXial-Evan、SpeXial-宏正、SpeXial-偉晉、文雨非、SpeXial-明、SpeXial-風田、辰亦儒、蔡頤榛、金中西、蔣蕊澤、KOGIRLS-詩敏、A'N'D(KOGIRLS)-Lucia、A'N'D-Sunnee、那維勳、秦楊、張皓明、邵崇柏 | 黃萬伯 王奇嫵 茹韶華       | 賴筆聰(總) 朱向陽(總) 陽欣諭 袁玉梅                                                                             | 吳建新 李陽煦(特效) 張映綸(後製)                     | 李佳音 丁卓韜 龔方圓               | 齊鍚麟(統籌) 陳慧詩 柯博晟 李富傑 陳彥廷 曾大衛               |                               |
| 36   | 她們創業的那些鳥事 | 2021      | 可米傳媒事業有限公司 八大電視股份有限公司 百聿數碼創意股份有限公司 監製                             | 林心如、陳意涵、簡嫚書、邱澤、宥勝、柯有倫、林哲熹 | 馮家瑞 林心如 賴聰筆       | | 許肇任 馮家瑞 林志儒                                 |                                    | 呂蒔媛                                                        | 《女強人俱樂部》 柴門文       |

### 電視電影
| 序號 | 戲劇名稱                  | 播出 年份 | 製作公司/監製出品                                      | 主要演員                           | 製作人               | 監製   | 導演   | 編審 | 編劇                                           |
| 01   | 公視人生劇展 - 傑克的爺爺 | 2015      | 可米可樂影視娛樂有限公司 製作                          | 陳博正﹑SpeXial-子閎﹑楊潔玫﹑郭璇 | 馮家瑞 劉翔廷 李澭翔 | 張朝晟 | 林宏杰 |      | 齊鍚麟(統籌) 林宏杰 林子平 王雅麗 可米創文中心 |
| 02   | 《信》                    | 2016      | 可米可樂影視娛樂有限公司 北京華羽先生傳媒有限公司 製作 | 文雨非﹑蔡函岑﹑聶凡超             | 孫煜                 | 孫煜   | 孫煜   |      |                                                |

### 網路劇
| 序號 | 戲劇名稱             | 播出 年份 | 製作公司/監製出品                                                                             | 主要演員 | 製作人                        | 監製                                | 導演   | 編審   | 編劇                              | 原著 及 作者                |
| 01   | 校花的貼身高手第一季 | 2015      | 北京愛奇藝科技有限公司 上海世像文化傳媒有限公司 上海沃影文化傳媒有限公司 可米傳媒事業有限公司 | 李宗霖﹑徐開騁﹑SpeXial-偉晉﹑曹曦月﹑向以丞﹑A'N'D-Sunnee﹑邵雨薇                                                              | 戴婧婷 劉祥廷 李澭翔          | 馬東(總) 何曉輝(總) 何悅(總) 馮家瑞 | 吳建新 | 王兆楠 | 可米創文中心 齊錫麟 王雅麗        | 《校花的貼身高手》 魚人二代 |
| 02   | 终极游侠             | 2016      | 可米傳媒事業有限公司 芒果TV                                                                   | 羅雲熙﹑程硯秋﹑SpeXial-Evan﹑程予希 、 SpeXial-Dylan、吕鋆峰、沈瑤                                                             | 黎永杰(總) 彭丹 劉祥廷 李雍翔 | 丁誠(總) 劉琛良 馮家瑞 賴聰筆       | 徐輔軍 |        | 可米創文中心 齊錫麟               |                             |
| 03   | 終極三國2017         | 2017      | 可米傳媒事業有限公司 八大電視股份有限公司 監製 優酷 土豆                                      | SpeXial-偉晉、SpeXial-子閎、SpeXial-Evan、SpeXial-易恩、A'N'D-鍾羽、A'N'D-Lucia、那維勳、張皓明、趙堯珂、陳詩敏、金中西、張賀茗 |                               | 馮家瑞                              | 吳建新 |        | 可米創文中心 柯博晟 李富傑 陳彥廷 |                             |

### 綜藝節目
- 2007年 - 《KUSO KUSO 酷酷獸》

## 主辦活動
- Sunshine Nation

| 年份   | 獲獎名次 | 名字                  | 成就                                                                                                   |
| 2004年 | 冠軍     | 陳奕儒 藝名：辰亦儒   | 曾簽約成為可米製作旗下藝人，並成為旗下台灣男子團體飛輪海成員，該團曾擔任台灣觀光局日韓地區形象代言人。 |
| 2004年 | 亞軍     | 商皓翔                | 曾簽約成為可米製作旗下藝人。                                                                           |
| 2004年 | 季軍     | 李昂霖 前藝名：利昂霖 | 曾簽約成為可米製作旗下藝人。                                                                           |
| 2012年 | 冠軍     | 馬振桓 藝名：Evan     | 簽約成為可米製作旗下藝人，並成為旗下台灣男子偶體SpeXial成員。                                          |

## 週邊商品
- 「終極Online」，是一款改編自熱門偶像劇「終極一班」以及「終極一家」所製作而成的國產遊戲，由智冠科技與八大電視台、可米戲劇聯手製作，戲劇裡面出現的場景、人物、武器以及絕招都會在其中登場。於2007年7月18日正式開啟，現已停止服務。
- 「終極時空」

## 外部連結
- 可米可樂官網 （页面存档备份，存于）
- 台灣公司資料 （页面存档备份，存于）